# ニンテンドー3DSサウンド
『ニンテンドー3DSサウンド』（ニンテンドースリーディーエスサウンド）とは、任天堂の携帯型ゲーム機、ニンテンドー3DS（以下、3DS）に搭載されている内蔵ソフトウェアである。

## 概要
3DS本体で音楽を聴いて楽しむためのソフトウェア。基本的なシステムはニンテンドーDSi（DSi LL含む）のニンテンドーDSiサウンドと同様だが、新たにすれちがい通信に対応した。他にも対応ファイル形式の増加、保存可能な音声の増加など、改善された点も多い。

### 音楽を聴く
SDカード内の音楽ファイルを再生する機能。
- 音楽ファイルがSDカードに入っていないと音楽を聴く項目は現れない。また、仕様によりリストに表示されるのは一つのフォルダにつき100曲までであり、101曲目からはリストに表示・再生できないので注意が必要である（曲データそのものが消えているわけではない）。回避方法として、複数のフォルダを用意して100曲ずつ分けて格納するとよい。
- 音楽ファイルの削除は行えず、パソコンなどでSDカードを編集する必要がある。
- 対応ファイル形式はMP4コンテナに入っているAAC（拡張子が「.m4a」「.mp4」「3gp」のもの）とMP3。対応ビットレートは16-320kbps。サンプリング周波数は32-48kHz。MP3は他の圧縮方式でも再生できる。
- DSiサウンド同様に、再生速度や音程を自由に変更できる。
- 上画面のビジュアライザーは数種類あり、中には『エキサイトバイク』や『プレイやん』の画面を再現したものもある。
- ラジオ風、エコー、カラオケ、8ビット（ファミコン）風のエフェクトをかけられる。
- LボタンとRボタンでパーカッションなどの楽器の音色を出せる。
- 本体スピーカー、およびイヤホンの擬似サラウンド出力が可能。（通常のステレオ、モノラルに切り替え可能）
- イヤホンを使用する場合、本体を閉めた状態でも使用可能。ただし、その状態でイヤホンを抜いた場合は曲が自動的に停止し、再び再生するには本体を開く必要がある。
- 公式サイトに書かれていないが、DSiサウンド同様に、m3u形式のプレイリストも使用可能。

### マイクで録音して遊ぶ
本体のマイクを使って音声を録音して遊ぶ機能。
- 録音可能時間はDSiサウンド同様に最大10秒だが、保存可能数は200個まで増加した。
- 録音したデータは、一部の3DS用ソフトやDSiウェア用ソフトで使用することができる。
- 3DS本体の引っ越し機能を利用すれば、DSiサウンドで録音した音声データもそのまま使用可能。ただし、引っ越しすると3DSの本体保存メモリに保存されていた音声データは上書きされる形で消去されるため、一旦SDカードにコピーしてバックアップする必要がある。
- SDカードに保存された録音データはVoiceフォルダに格納されており、.m4a形式でパソコンなどから直接取り出すことができる。

### すれちがい通信
SDカード内の音楽ファイルの中から好みのものを「すれちがい」に設定し、その音楽のタイトル、アーティスト情報、年代等の情報をやりとりすることができる機能。
すれちがった相手とどれだけ好みが一致しているかを診断する「すれちがい相性診断」、流行っている曲・アーティストを知ることのできる、「すれちがいヒットチャート」といった機能がある。一度にすれちがい可能なのは最大99人まで。